# Tóvölgyi Titusz
Tóvölgyi Titusz, születési nevén Schaffner Titusz Gyula (Eger, 1838. április 12. – Budapest, 1918. február 15.) hírlapíró, később földbirtokos.

## Élete
Schaffner János ügyvéd és Stix Romána fiaként született. A gimnáziumot Egerben végezte. 1855–1856-ban Lipcse mellett a lütschenaui gazdasági intézetben tanult; 1858–1859-ben a budapesti állatorvosi intézetet látogatta; azonban utóbb egészen az irodalomnak szentelte idejét. Később megnősült és birtokán, az Alföldön gazdálkodott. Az ország elsőrangú spiritisztájaként is ismerték.
Sírja a Fiumei úti sírkertben található.

## Családja
Második felesége dapsai Dapsy Vilma volt. Gyermekük: Tóvölgyi Elemér Dániel (1872–1943) orvos, egyetemi magántanár.

## Művei
Arany János Koszorújában 1865-ben kezdte a beszély-irodalmat művelni; azután több száz beszélyt és vezércikket írt a lapokba; a Képes Világban (1870. A bujdosók, regény); az Egyetértésben (1884. II. A mai világból, regény). Szerkesztette az Auróra Album-naptárt magyar hölgyek számára. Pest, 1868; Eladó leányok Naptárát. Uo. 1872-re; a Népzászlóját, a Magyar Hirlapot és az Égi Világosság című spiritiszta lapot.
Önállóan a következő művei jelentek meg:
- 1. Bach-korszak. Siralmas história. Pest, 1868
- 2. Az anyák bűne. Regény. Pest, 1868. Négy kötet
- 3. Nem kell a frakk! És miért nem? Pest, 1868
- 4. Mit kell tennünk? Vagy a zsidóság hazafisága és az aristocratia németesítő befolyása Magyarországban. Pest, 1871
- 5. Az ezüst vitéz. Regény a tatár pusztítás idejéből. Pest, 1871. Négy kötet
- 6. A magyar forradalom és önvédelmi harcz története 1848–49. Regényes leírásokkal a népnek. 32 képpel. Pest, 1871
- 7. Beszélyek. Pest, 1867. (2. kiadás. «Tavaszi levelek» cz. Pest, 1872)
- 8. Imádságok és ájtatos énekek a választásokra. Pest, 1872
- 9. Szivek világa. Beszélyek. Pest, 1872. Két kötet
- 10. A honárulók. Regény. Pest, 1872. Három kötet
- 11. A becsületes emberekhez szólok! Pest, 1872
- 12. Egy fejkötő miatt. Regény. Pest, 1872
- 13. A rónák vésze. Vázlatok a betyár életből. Pest, 1873. Két kötet
- 14. A magyar ellenzék véres küzdelme 1872-ben, vagyis: gyásznapok a magyar nemzet életéből. Pest, 1873. Két kötet
- 15. A függetlenségi párthoz! Mindnyájunk érdekében. Budapest, 1876
- 16. Válasz a válaszra Horváth Mihálynak. Budapest, ...
- 17. A kit nem akarnak befogadni. Regény. Budapest, 1887. Két kötet. (Különny. a Nemzet 1886. évf.-ból)
- 18. Az új világ. Regény a szoczializmus és communizmus társadalmából. Budapest, 1888. Két kötet. (Ism. Egyetértés 112. sz.)
- 19. A lélek mint egyén. Budapest, 1897. (Különny. a Székely Nemzetből)
- 20. Van-e más világ? A szellemek országából. Budapest, 1898. (2. kiadás. Budapest, 1900)
- 21. Spiritiszta vagy a szellemek naptára. 1900. évre. Budapest, 1900
- 22. Egy új reformácio küszöbén. Vagyis a XX. század, mint a római katholikus anyaszentegyház életének utolsó évszázada. A közerkölcsiség és a spiritizmus moráljának szempontjából. Budapest, 1900. (Ism. Prot. Szemle)
- 23. A mindenség földtani és leszármazási művelődésének története. Az egész művelt világon ismert «Szellem, erő, anyag» és annak magyarázata. Mediumilag írta Adelma. Budapest, 1903. Három kötet
- 24. Az istenített emberek és jótékony szemfényvésztők. Budapest, 1907
- Krisztus urunk második eljövetele és az utolsó ítélet vagyis: E világ vége Jézus Krisztus immár beteljesedett és még beteljesedésre váró jövendölései nyomán; Merkantil Ny., Bp., 1911